# Callinico II di Costantinopoli
Callinico II (in greco Καλλίνικος Β΄?; Agrafa, 1630 – Costantinopoli, 8 agosto 1702) è stato un arcivescovo ortodosso greco con cittadinanza ottomana, che ha ricoperto la carica di Patriarca ecumenico di Costantinopoli tre volte: nel 1688, tra il 1689 e il 1693 e infine tra il 1694 e il 1702.

## Biografia
Callinico era originario di Kastania, ad Agrafa, ed era uno studente di Eugenio Aitolos. Servì come vescovo metropolitano di Prousa e fu eletto patriarca il 3 marzo 1688, ma rimase solo pochi mesi sul trono. Il metropolita di Adrianopoli, Neofito, riuscì a farlo deporre il 27 novembre 1688 per poi assumere il titolo di Neofito IV.
Nel marzo o aprile dell'anno successivo, Calinico fu rieletto e rimase sul trono fino al 1693, quando finì di nuovo detronizzato dal sovrano di Valacchia Constantin Brâncoveanu, che impose il suo protetto, l'ex patriarca Dioniso IV, sul trono. Tuttavia fu rieletto di nuovo nel 1694 e rimase sul trono fino alla sua morte l'8 agosto 1702, quando gli successe Gabriele III. Callinico fu sepolto nel monastero di Kamariotissa a Halki (Heybeliada).
Calinico fu un patriarca molto attivo. Nel 1691, organizzò la scuola patriarcale, rivelando il suo interesse per l'educazione e anche il suo atteggiamento fortemente anti-latino.